# Xanthandrus orientalis
Xanthandrus orientalis är en tvåvingeart som beskrevs av Sack 1926. Xanthandrus orientalis ingår i släktet malblomflugor, och familjen blomflugor. Inga underarter finns listade i Catalogue of Life.